# Taishan (stacja antarktyczna)
Taishan (chiń. 泰山站, pinyin: Tàishān Zhàn) – letnia stacja polarna należąca do Chin, położona na Antarktydzie. Jej nazwa pochodzi od chińskiej góry Tai Shan.

## Położenie i warunki
Stacja znajduje się na lądolodzie Antarktydy Wschodniej, pomiędzy chińskimi stacjami Zhongshan na wybrzeżu i Kunlun w szczytowej części lądolodu.
Średnia roczna temperatura w otoczeniu stacji wynosi -36,6 °C. Wewnątrz klimatyzowanych budynków może być utrzymywana temperatura do +20 °C. Prace prowadzone są w sezonie od grudnia do marca.

## Działalność
Stacja Taishan została otwarta 8 lutego 2014 r. po 45 dniach budowy. Jej główny budynek ma kształt tradycyjnej chińskiej latarni, który chroni przed akumulacją śniegu. Prace prowadzone w niej obejmują tematycznie geologię, glacjologię, badania geomagnetyzmu i atmosfery. W grudniu 2021 roku uruchomiono automatyczne stacje meteorologiczne przy bazach Kunlun i Taishan.
Stacja dysponuje lądowiskiem z utwardzonego śniegu dla samolotów.